# Araz Supermarket
Araz Supermarket ist eine Supermarktkette in Aserbaidschan.

## Geschichte
AzRetail MMC wurde am 7. Mai 2011 gegründet. Das erste Geschäft der Supermarktkette Araz wurde im Mai 2011 in der Nähe der U-Bahn-Station Azadlig in Baku eröffnet. Bis Ende 2011 stieg die Anzahl der Araz Supermärkte auf vier. Ende 2012 eröffnete AzRetail MMC drei neue Supermärkte und erhöhte die Anzahl der Filialen auf sieben. Im Jahr 2013 wurden neun neue Supermärkte in Baku und Sumqayıt eröffnet. Inzwischen hat das Unternehmen mehr als 150 Filialen in ganz Aserbaidschan.
Das Hauptprinzip der AzRetail MMC besteht darin, dem Verbraucher Grundnahrungsmittel und Verbrauchsmaterialien zu liefern. Das Unternehmen ist Mitglied des „Consumer Goods Forum“.
Das umweltbewusste Unternehmen hat im Jahr 2019 Öko-Beutel aus Mais und Kartoffeln für den langfristigen Gebrauch bei den Verbrauchern eingeführt.
Das Unternehmen kooperiert mit der Internationalen Bank für Wiederaufbau und Entwicklung.